# Arturo Luzzatto
Arturo Luzzatto (Milano, 19 agosto 1861 – Roma, 1945) è stato un politico italiano.

## Biografia
Ingegnere e industriale, venne eletto alla Camera del Regno d'Italia in cinque legislature (XXI, XXII, XXIII, XXV, XXVI) tra il 1900 e il dicembre 1921, quando è sostituito da Giovanni Marchi.